# Ruben I (książę Armenii Mniejszej)
Ruben I, (ormiański: Ռուբեն Ա), znany także jako Ruopen I lub Rupen I). Książę Armenii Mniejszej, używał również tytułu Pana Gór.
Urodził się między 1025 a 1035 rokiem w Kormogolo, zmarł w 1095 roku. Był pierwszym władcą z Cylicji, ogłosił niezależność Armenii Mniejszej od Cesarstwa Bizantyńskiego. Założona przez niego dynastia Rubenidów rządziła tymi terenami do XIII wieku.

## Tło
Ciężko ustalić początki ormiańskiego osadnictwa na terenie rzymskiej Azji Mniejszej. Wiadomo jednak, że do natężenia migracji Ormian przyczyniło się zwycięstwo cesarza Maurycjusza nad Persami, w wyniku którego część Armenii przypadła Bizancjum. Od tamtej pory cesarze często korzystali z usług swych nowych poddanych wcielając ich do wojska. Niektóre jednostki były czasem przesiedlane w bardziej zagrożone rejony Imperium, co owocowało powstawaniem ormiańskich osad wojskowych poza terenami Armenii.
W X wieku zaczynają się najazdy tureckie na dolinę rzeki Araks i ziemie wokół jeziora Wan. Stają się one tak uciążliwe, iż wielu zamieszkujących je Ormian decyduje się na migrację w głąb Cesarstwa Rzymskiego. Duża część migrujących osiada w południowo-wschodniej części Azji Mniejszej, zwanej Cylicją. Pojawienie się Turków powoduje interwencję Cesarstwa. Zaniepokojony najazdami na wschodniego sąsiada i rosnącym zagrożeniem wschodnich rubieży cesarstwa, Konstantyn IX Monomach w 1045 roku zmusza króla Ani Gagika II do abdykacji i przyłącza jego władztwo do Bizancjum. Nakazuje również przesiedlenie znacznej liczby ludzi do Cylicji, co wzmacnia istniejący tam żywioł ormiański.

## Życiorys

### Pochodzenie
Wiele źródeł historycznych podaje, iż Ruben był krewnym ostatniego z Bagratydów, króla Gagika II. Na przykład XIII-wieczny kronikarz ormiański Kirakos z Gandzak pisze, iż Rubenidzi byli "synami i dziedzicami Gagika Ardzuni". Osobisty sekretarz króla Leona II, Wahram, pisze o Rubenie: "był sławnym wodzem, królewskiej krwi".
Pokrewieństwo lub powinowactwo Rubenidów z Bagratydami jest jednak często kwestionowane. Krytycy wskazują, iż najwcześniejsze źródła, w których przypisuje się Rubenowi i jego potomkom pochodzenie od władców Ani, powstawały w Cylicji pod ich rządami. Późniejsze źródła, zdaniem krytyków, miały powstawać w oparciu o wcześniejsze i bezrefleksyjnie powtarzać legendę. Istnieje więc spore prawdopodobieństwo, iż informacje te to odbicie prowadzonej przez Rubenidów propagandy, mającej na celu legitymizować ich władzę nad Ormianami. 

### Początki
Nie znamy dokładnej daty jego narodzin, najprawdopodobniej przyszedł na świat między 1025 a 1035 rokiem. Ruben pojawia się na kartach kronik ormiańskich jako jeden z dowódców wojskowych Gagika II, króla Ani. Rzeczony władca abdykował w 1045 roku na rzecz cesarza Konstantyna IX Monomacha, a w zamian otrzymywał posiadłości w Kapadocji, gdzie miał rządzić jako lennik Bizancjum. Wielu książąt, wojskowych i dworzan zdecydowało się udać tam wraz ze swoim władcą, wśród nich był także Ruben. W Kapadocji doszło do konfliktu między byłym królem Ani a arcybiskupem Cezarei, w wyniku którego duchowny został w okrutny sposób zamordowany. Z tego powodu, w 1079 roku, bizantyjczycy zabili Gagika. Na wieść o zabójstwie Ruben zebrał krewnych i zbiegł do twierdzy w Kosidar, położonej na północ od Sis (współczesny Kozan). Zajęte przez niego tereny były trudno dostępne i łatwe do obrony.

### Założenie księstwa
Ruben ogłosił się władcą niezależnym od Bizancjum w 1080 roku, tworząc tym samym księstwo Cylicji. Skupił wokół siebie dawnych stronników króla Gagika i z ich pomocą rozszerzał swe władztwo w stronę równin cylicyjskich. W wyniku licznych kampanii wojskowych przeciwko siłom cesarskim opanował kilka twierdz, z których najważniejszą była Parcypert (Andırın we współczesnej Turcji). Forteca ta stała się siedzibą rodziny Rubena.
Ruben był wówczas tylko jednym z licznych książąt ormiańskich w Cylicji. Szukając sojuszników, został wasalem Wahrama, zwanego przez Greków Filaretem. Rządził on terenami rozciągającymi się od Tauru do Eufratu. Wspólnie wyprawiali się na wschód i południe, rozszerzając swoje panowanie.
W 1086 roku Malikszah I podporządkował sobie znaczną część północnej Syrii i wschodniej Azji Mniejszej, zostawiając na tych terenach swoich gubernatorów, którzy często dawali się we znaki miejscowym Ormianom, głównie poprzez bardzo wysokie podatki. W wyniku działalności Seldżuków migracje Ormian do Cylicji i w głąb Cesarstwa znacznie wzrosły.
W dziewiątej dekadzie XI wieku, stary już Ruben usuwał się powoli w cień, przekazując dowództwo swemu synowi, Konstantynowi. Ten zaś w 1090 roku zdobył jedną ze strategicznie ważniejszych twierdz w Cylicji, zamek Wahka (dzisiejsze Feke w Turcji). Pięć lat później Ruben zmarł, a tron książęcy odziedziczył po nim Konstantyn.